# Voestalpine
Voestalpine est une entreprise autrichienne spécialisée dans le travail de l'acier.

## Historique
Les origines de cette entreprise remonte à 1858.
En 1897, elle fait partie du consortium métallurgique Österreichisch-Alpine Montangesellschaft (ÖAMG), dont l'actionnaire majoritaire est Karl Wittgenstein.
Les usines Voestalpine servaient pendant la Seconde Guerre mondiale à produire les Panzers du Troisième Reich. 
Voestalpine est réorganisée en 1946 et s'ouvre en 1955, à d'autres domaines d'activités, sur décision de plusieurs pays européens.
En juin 2020, Voestalpine annonce l'acquisition de la société d’équipement industriel Lietaert, spécialisée dans l'aiguillage ferroviaire, ainsi que l'acquisition d'une participation dans une entreprise en Chine et d'une autre en Argentine.